# BMW 벨트

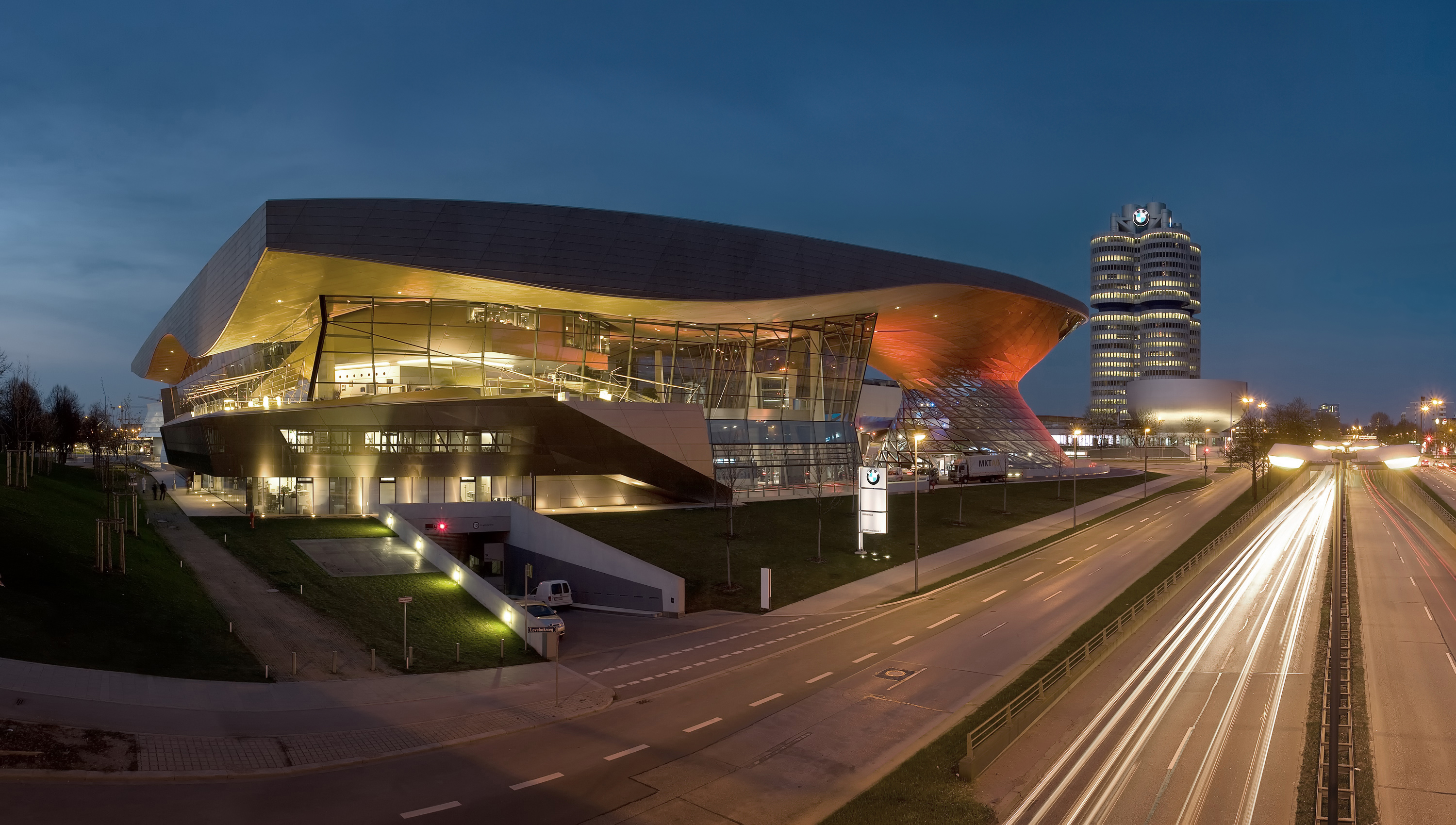
BMW 벨트의 야경.

BMW 벨트(BMW Welt)는 독일 뮌헨 BMW 4실린더 빌딩 부근에 있는 BMW의 출고 센터로 2007년 10월 17일 개장했다.
일반적인 출고센터와 달리 브랜드를 설명하는 역할을 확장, 현행 BMW 차량의 세부적인 항목을 보거나 직접 체험해 볼 수 있도록 만들어졌다.
체험공간과 콘서트홀, 레스토랑 등을 건물 내 비치해 일반 관람객도 자연스럽게 BMW에 익숙해지고, BMW 오너들이 차를 몰고 가는 것을 지켜보도록 만들어져 있다.
소용돌이 치는 물살과 같은 형태의 ‘더블 콘(Double Cone)’과 1만 4천 평방미터에 달하는 유리와 철제로 덮은 ‘클라우드 루프(Cloud Roof)’라는 특징적인 디자인 요소를 갖춘 건축예술로 평가받고 있다. 2008년 기준으로 연간 약 200만명이 방문하는 건물이 됐다.
입장료는 없다. 영어 가이드 투어는 1인당 7유로 가량의 비용을 내면 받을 수 있다.